# Thương quyền vận tải hàng không
Các thương quyền vận tải hàng không là một bộ các quyền vận tải hàng không thương mại cấp cho các hãng hàng không của một quốc gia các đặc quyền được bay vào và hạ cánh tại một quốc gia khác, hình thành như là 1 kết quả của các bất đồng về mức độ tự do hóa hàng không trong Công ước về Hàng không dân dụng quốc tế năm 1944, được gọi là Công ước Chicago. Hoa Kỳ trước đó đã kêu gọi một bộ các thương quyền hàng không riêng biệt tiêu chuẩn hóa có thể được đàm phán giữa các quốc gia, nhưng hầu hết các quốc gia khác có liên quan đã quan ngại rằng quy mô của các hãng hàng không Hoa Kỳ lúc đó sẽ chiếm hết ngành vận tải hàng không thế giới lúc đó nếu không có quy tắc nghiêm ngặt.
Hội nghị đã thành công trong việc xây dựng một thỏa thuận đa phương, trong đó hai quyền tự do đầu tiên, được gọi là Hiệp định quá cảnh dịch vụ hàng không quốc tế (IASTA), hoặc "Hiệp định hai thương quyền", đã được mở cho tất cả các quốc gia ký kết. Tính đến giữa năm 2007, hiệp ước được chấp nhận bởi 129 quốc gia.
Trong khi các quốc gia đồng ý rằng các thương quyền 3 đến 5 sẽ được đàm phán giữa các quốc gia, Hiệp định Vận tải hàng không quốc tế (hoặc "Hiệp định năm thương quyền") cũng đã mở ra cho các quốc gia ký kết, bao gồm 5 thương quyền đầu tiên.
Một số "thương quyền" khác đã được thêm vào kể từ đó, mặc dù hầu hết thương quyền thêm vào này không chính thức được công nhận theo các điều ước quốc tế song phương, nhưng các thương quyền này đã được sự đồng ý của một số quốc gia. Ví dụ, hãng hàng không Aer Lingus có thương quyền 5 thông từ Manchester tới nhiều điểm đến châu Âu khác nhau trước khi tự do hóa Liên minh châu Âu và hãng Pan Am có các thương quyền thông qua Luân Đôn trong nhiều năm.

## Các thương quyền cơ bản
Dưới đây là 9 thương quyền cơ bản trong vận tải hàng không quốc tế.
Thông thường, các quốc gia khi ký kết hiệp định hàng không song phương hay đa phương thường nhất trí về các thương quyền 1, 2, 3 và 4.
Nhưng từ thương quyền 5 đến 9 việc đàm phán, ký kết thường rất khó khăn, phức tạp. Riêng hai thương quyền 8 và 9 (thương quyền khai thác nội địa) hầu như rất hiếm quốc gia nào chấp nhận cho các hãng máy bay nước ngoài vào khai thác các điểm đến nội địa trong nước mình.
- Thương quyền 1: Quyền được tự do bay trên lãnh thổ của quốc gia nhưng không hạ cánh[2]. Ví dụ máy bay Vietnam Airlines bay tuyến Hà Nội-Bangkok bay qua không phận Lào.
- Thương quyền 2: Quyền được quyền hạ cánh xuống lãnh thổ của quốc gia vì các lý do phi thương mại trong những trường hợp cần thiết và có báo trước. Như để tiếp nhiên liệu, sửa chữa máy bay[2]. Ví dụ máy bay công ty hàng không Nhật Bản bay tuyến Tokyo-Sydney nhưng dừng lại đổ xăng tại Singapore.
- Thương quyền 3: Quyền lấy tải thương mại (hành khách, hàng hoá, thư tín) từ quốc gia của hãng chuyên chở tới lãnh thổ nước ngoài[2]. Ví dụ máy bay của công ty hàng không Malaysia bay tuyến Kuala Lumpur-Đà Nẵng.
- Thương quyền 4: Quyền lấy tải thương mại (hành khách, hàng hoá, thư tín) trên lãnh thổ nước ngoài chuyên chở về nước của hãng khai thác[2]. Ví dụ một công ty hàng không Mỹ bay tuyến Toronto-Chicago.
- Thương quyền 5: Quyền nhận hành khách, hàng hoá, thư tín từ nước thứ hai để chở đến nước thứ ba và quyền nhận hành khách, hàng hoá, thư tín từ nước thứ ba để chở đến nước thứ hai[2]. Ví dụ một công ty hàng không Việt Nam bay tuyến Paris-Viêng Chăn-Thành phố Hồ Chí Minh.
- Thương quyền 6: Quyền lấy hành khách, hàng hoá, thư tín từ một quốc gia thứ hai đến một quốc gia thứ ba qua lãnh thổ thuộc nước của nhà khai thác[2]. Ví dụ một máy bay của công ty hàng không Việt Nam bay tuyến Luân Đôn-Hà Nội-Phnôm Pênh.
- Thương quyền 7: Quyền được khai thác tải thương mại giữa hai nước hoàn toàn ở ngoài nước của nhà khai thác[2]. Ví dụ một máy bay của công ty hàng không Trung Quốc bay tuyến Hà Nội-Bangkok.
- Thương quyền 8:Quyền được khai thác tải thương mại từ một thành phố này ở nước ngoài đến một thành phố khác của cùng nước đó nhưng các chuyến bay phải được xuất phát từ nước của nhà khai thác[2]. Ví dụ một máy bay của công ty hàng không Thái Lan bay tuyến Hà Nội-Đà Nẵng-Bangkok.
- Thương quyền 9: Quyền được khai thác tải thương mại từ một thành phố này ở nước ngoài đến thành phố khác của nước đó nhưng máy bay không xuất phát từ nước của nhà khai thác[2]. Ví dụ một máy bay của công ty hàng không Hoa Kỳ bay tuyến Hà Nội-Thành phố Hồ Chí Minh